# 대한생화학·분자생물학회
대한생화학·분자생물학회는 사회 일반의 이익에 공여하기 위하여, 공익법인의 설립운영에 관한 법률에 따라 생화학 및 분자생물학의 기초와 응용에 관한 학술 발전과 보급에 기여함으로써 의학의 발전과 인류 건강 증진에 이바지함을 목적으로 1997년 2월 1일 설립허가된 대한민국 미래창조과학부 소관의 사단법인이다. 사무실은 135-703 서울특별시 강남구 역삼동 635-4 과학기술회관 812호에 있다.